# Abela Gullbransson
Abela Maria Gullbransson, född Berglund den 18 mars 1775 i Varberg, död den 17 november 1822 på samma ort, var en svensk författare och aktiv i väckelserörelsen.
Gullbransson utövade ett vidsträckt inflytande i sitt personliga umgänge och genom sina talrika "andliga brev", ställda både till grupper och enskilda. I det väsentliga av pietistisk inriktning men samtidigt en "kyrkokristen", intog Gullbransson en självständig hållning till sina samtida Henric Schartau och väckelsepredikanten Jacob Otto Hoof, även om hon med båda har åtskilliga beröringspunkter. Gullbranssons Uppbyggeliga sånger utkom 1823 och gavs ut i minst tolv upplagor fram till 1936. 
Utdrag ur hennes brev, ordnade som betraktelser, utgavs med titeln För hemmets stilla stunder 1923 av Carl S. Lindblad.
Gullbransson var kusin till Carl Georg Brunius.